# 電子對

此分子軌域圖顯示雙原子分子的（左）共價鍵和（右）極性共價鍵，兩者皆形成一電子對

電子對為位於同一分子軌道的一對不同自旋的電子。其概念由吉爾伯特·路易斯在1916年首次提出。
電子為費米子，根據包立不相容原理，一原子中的電子不能有同一量子數。若電子要留在同一分子軌道中（主量子數、角量子數、磁量子數一致），需改變其自旋量子數。電子的自旋為 -1/2 或 +1/2 ，因此一分子軌道中只能有一對電子。

## 特性
能量的穩定使電子傾向成對，但不成對電子也是存在的。
電子對有如下功用：
- 於原子間形成化學鍵
- 作為孤電子對
- 位於原子的核心軌域

金屬中的外層電子由於金屬鍵的特性，並非成對而近似自由活動。金屬中的電子在低於費米能的狀態時，會因電子-聲子交互作用產生微小的吸引力，成為庫柏對，造成超導體現象。
因在同一分子軌道中的電子對自旋方向相反，它們的磁矩會互相抵消。有時侯電子對受到外磁場影響，產生淨磁矩，形成抗磁性。

## 另見
- 復合 (物理學)
- 酸鹼電子理論
- 親核體